# Мамонов, Анатолий Михайлович
Анатолий Михайлович Мамонов — советский хозяйственный, государственный и политический деятель.

## Биография
Родился в 1937 году в Каспийске. Учился в городской школе №2. В 1952 году был принят в члены ВЛКСМ.
В 1955 г. поступил в Новочеркасский политехнический институт на механический факультет по специальности «Технология машиностроения, металлорежущие станки о инструменты». Окончил учебное заведение в 1960 году. Член КПСС.

## Трудовая деятельность
После окончания института был направлен в Старый Оскол на завод автотракторного электрооборудования. С 1961 года Анатолий Михайлович работал на заводе на самых разных должностях: инженер-технолог технического отдела, мастер инструментального цеха, старший инженер-технолог инструментального цеха. С ноября 1964 года работает начальником инструментального цеха. В январе 1970 года назначен начальником производственно-диспетчерского отдела завода. С 3 февраля 1975 года — директор Старооскольского завода автотракторного электрооборудования.

## Партийная деятельность
Избирался депутатом Верховного Совета РСФСР 11-го созыва. 
Избран 12 октября 1997 г. депутатом Белгородской областной Думы второго созыва.
В октябре 2001 года избран депутатом Белгородской областной Думы третьего созыва. Член комитета областной Думы по развитию хозяйственного комплекса области. Избирался депутатом Старооскольского городского округа Совета депутатов. В ходе депутатской работы смог решить множество локальных проблем.

## Семья
- Отец, Михаил Иосифович Мамонов (1904-1967)
- Мать, Елена Фёдоровна Мамонова (1906-?) - работала на каспийском заводе «Дагдизель»
- Жена, Светлана Николаевна (1940 г.р.) — инженер отдела капитального строительства СОАТЭ
- Дочь, Елена Анатольевна (1961 г.р.)
- Сын, Александр Мамонов (род. в 1973) — генеральный директор завода СОАТЭ (с 2004 года)[4].
- Брат, Пётр Михайлович (1930 г.р.) — работал замначальника цеха завода «Дагдизель»

## Смерть
Умер в Старом Осколе в 2004 году.

## Награды и звания
- 2 ордена Трудового Красного Знамени
- Орден Дружбы Народов
- Орден «Знак Почёта»
- Орден За заслуги перед Отечеством 4 степени
- Медаль «В ознаменование 100-летия со дня рождения Владимира Ильича Ленина»
- Орден святого благоверного князя Даниила Московского III степени
- Заслуженный машиностроитель РСФСР

## Память
Именем Мамонова названы:
- 21 января 2005 года — Старооскольский завод автотракторного электрооборудования[5].
- 16 декабря 2006 года — средняя школа № 14 города Старого Оскола[6].